# IC 1169
IC 1169 је спирална галаксија у сазвјежђу Змија која се налази на листи објеката дубоког неба у Индекс каталогу.
Деклинација објекта је + 13° 44' 39" а ректасцензија 16h 4m 13,4s. Привидна величина (магнитуда) објекта IC 1169 износи 13,4 а фотографска магнитуда 14,2. IC 1169 је још познат и под ознакама UGC 10161, MCG 2-41-4, CGCG 79-33, PGC 56925.